# Museu Aquário Vasco da Gama

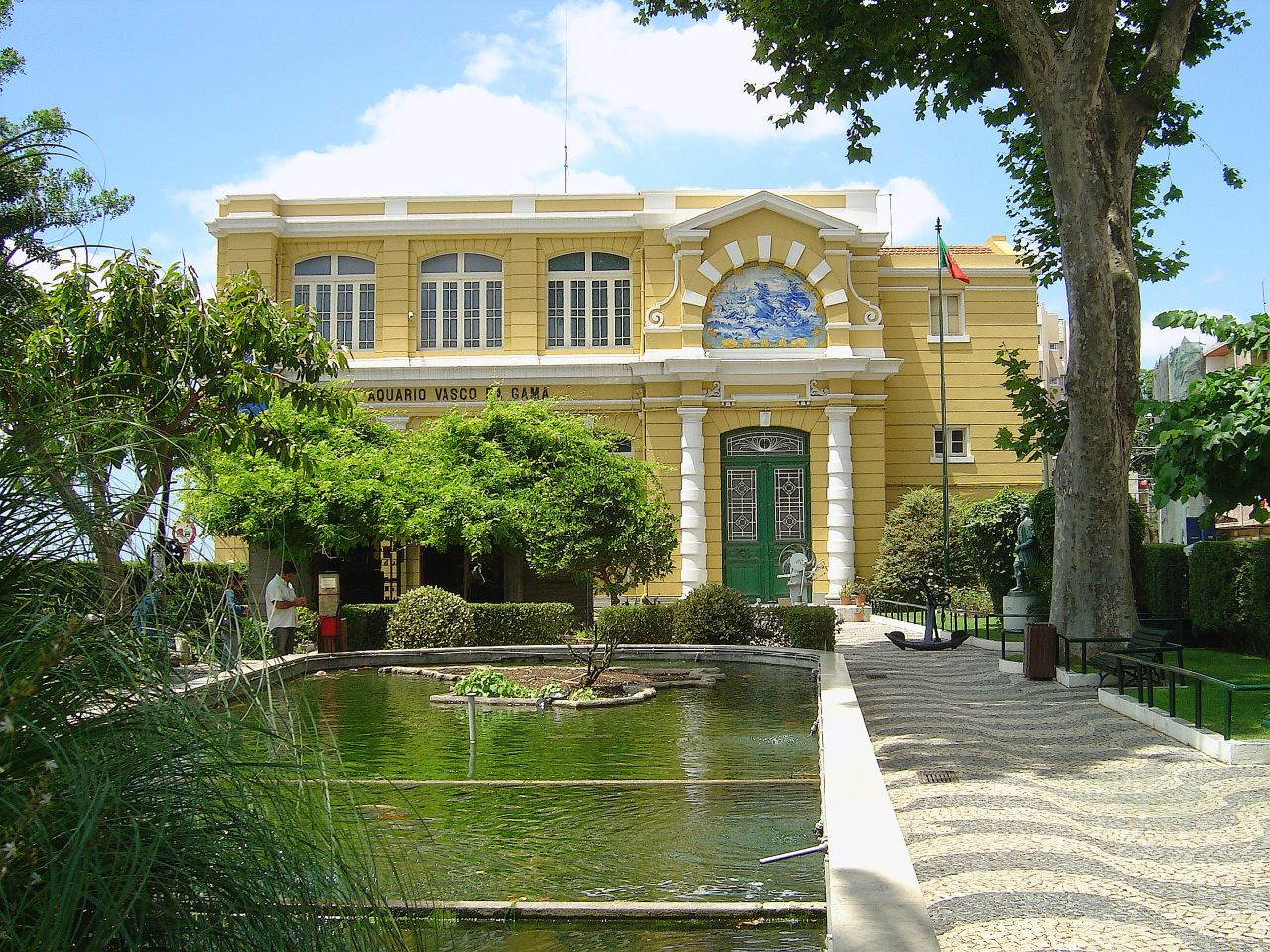

O Museu Aquário Vasco da Gama foi inaugurado em 1898 - Lisboa, sob o apoio do Rei D.Carlos I, e tem como principal objectivo a divulgação da vida aquática. 
Um museu, com uma grande diversidade de exemplares conservados e naturalizados, oferece destaque à "Colecção Oceanográfica D.Carlos I", de grande valor histórico e científico, e um aquário com mais de 250 espécies de água doce e salgada, a maior parte dos exemplares expostos no átrio e nas cinco alas do primeiro andar, provenientes de ambos os hemisférios. 
Para além da colecção existente, o Museu do Aquário Vasco da Gama, tem vindo a ser permanentemente e enriquecido em espécies, especialmente no que respeita a peixes marinhos da fauna indígena e tropical, aves, mamíferos marinhos e espécimes malacológicos. 

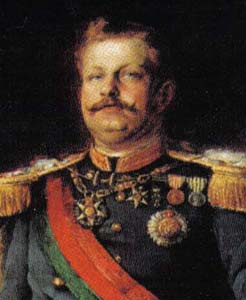
Rei D. Carlos - O Diplomata

 Apresenta também, uma colecção de animais marinhos embalsamados, incluindo aves e tubarões. Existe também uma exposição dedicada ao fundador do Aquário. 
Na loja pode adquirir, recordações, livros, t-shirts, conchas e peixes. As exposições são acompanhadas por explicações científicas muito completas,
Nestes últimos anos foram executados modelos e reproduções de peixes e cetáceos em fibra de vidro e resinas sintéticas, método utilizado nos mais modernos museus de história natural, designada - Dermoplástica.